# Zwalniacz

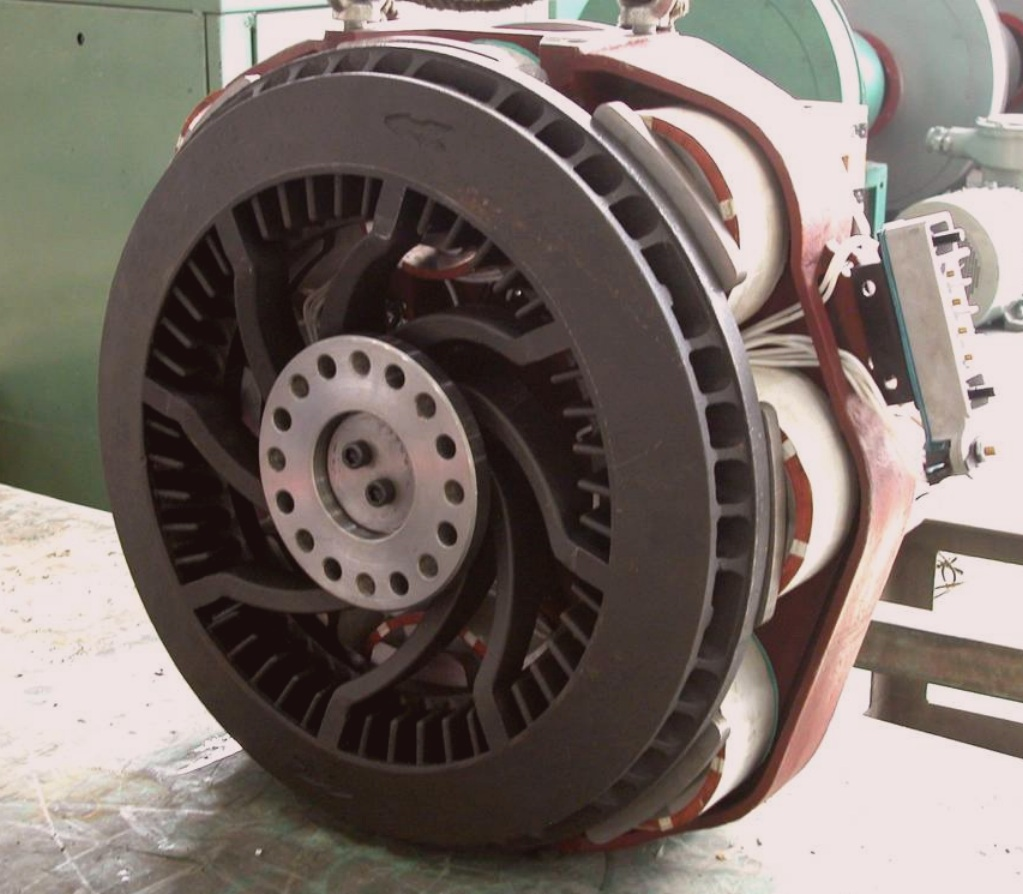
Elektryczny zwalniacz hamulca ciężarówki

Zwalniacz lub retarder (tzw. hamulec górski) – urządzenie służące do długotrwałego hamowania pojazdu lub elementów maszyny. Praktycznie używa się go w celu zapobieżenia nadmiernemu wzrostowi prędkości, np. podczas długotrwałych zjazdów ze wzniesienia. 
Poza coraz rzadziej stosowanym zwalniaczem silnikowym stosuje się zwalniacze hydrauliczne, rzadziej elektryczne, hamujące przez wał napędowy pojazdu. Są szczególnie efektywne przy większych prędkościach, zwłaszcza w pojazdach wyposażonych w automatyczną skrzynię biegów.  Stosuje się je głównie w samochodach ciężarowych o dużej ładowności i w autobusach, gdzie może dojść do szybkiego przegrzania i spadku skuteczności hamulców. W momencie, w którym siła samych hamulców nie wystarcza, wówczas kierowca może włączyć retarder. Chronią też hamulce przed nadmiernym zużyciem. Oba systemy (hamulec zasadniczy i zwalniacz) mogą być używane zarówno osobno, jak i razem. Niepoprawne zastosowanie retardera może doprowadzić do rozszczepienia zestawu i zepchnięcia ciągnika z drogi przez napierającą naczepę.
Energia kinetyczna hamowanego zwalniaczem pojazdu jest przekształcana na ciepło, które wymaga rozproszenia - stąd zwalniacze mają własne układy chłodzenia elementów roboczych.
Zwalniacz silnikowy to urządzenie okresowo zamykające układ wydechowy pojazdu (wraz z odcięciem dopływu paliwa), co wspomaga hamowanie silnikiem.
Jako zwalniacze stosuje się też różnego rodzaju urządzenia umożliwiające rozproszenie energii hamującego pojazdu. Przykładami zwalniacza są:
- zwalniacz elektryczny,
- zwalniacz hydrokinetyczny.

- retardery silnikowe
- retardery elektromagnetyczne
- retardery cierne